# UEFA Champions League 2012-2013 (qualificazioni)
Questa voce raccoglie un approfondimento sulle gare di qualificazione dell'edizione 2012-2013 della UEFA Champions League.

## Primo turno

### Sorteggio
| Grupo 1   | Gruppo 2  |
| --------- | --------- |
| Linfield  | Tre Penne |
| Dudelange | Lusitans  |
| Valletta  | Tórshavn  |

### Risultati

#### Andata
| Arbitro: | Alan Mario Sant |

|                                                                                |           |  |
| Melisse 25’ Benzouien 29’, 53’ Legros 47’ Joachim 51’, 90+3’ D'Orsi 78’ (aut.) | Marcatori |  |

| Arbitro: | Johnny Casanova |

|                                                                     |           |  |
| Caruana 4’ Mifsud 10’, 18’, 45’, 70’ Jhonnattann 17’, 23’ Agius 72’ | Marcatori |  |

| Belfast 3 luglio 2012, ore 19:45 UTC+1 | Linfield | 0 – 0 referto | Tórshavn | Windsor Park\| Arbitro: \| Wim Smet \| |
| Arbitro:                               | Wim Smet |               |          |                                        |

#### Ritorno
| Arbitro: | Suren Baliyan |

|                                                  |                      |                             |
| Matras Danielsen S. Olsen R. Jacobsen Cieślewicz | Tiri di rigore 3 – 4 | Ervin Browne Carvill McCaul |

| Arbitro: | Huw Jones |

|  |           |                 |
|  | Marcatori | 16’ Jhonnattann |

| Arbitro: | Thorvaldur Árnason |

|  |           |                                            |
|  | Marcatori | 28’, 34’ Joachim 41’ Benzouien 45+1’ Gomez |

#### Tabella riassuntiva
| Squadra 1 | Totale          | Squadra 2 | Andata | Ritorno     |
| --------- | --------------- | --------- | ------ | ----------- |
| Dudelange | 11 - 0          | Tre Penne | 7 - 0  | 4 - 0       |
| Valletta  | 9 - 0           | Lusitans  | 8 - 0  | 1 - 0       |
| Linfield  | 0 - 0 (4-3 dcr) | Tórshavn  | 0 - 0  | 0 - 0 (dts) |

## Secondo turno

### Sorteggio
| Gruppo 1       | Gruppo 1            | Gruppo 2            | Gruppo 2           | Gruppo 3         | Gruppo 3           |
| Teste di serie | Non teste di serie  | Teste di serie      | Non teste di serie | Teste di serie   | Non teste di serie |
| -------------- | ------------------- | ------------------- | ------------------ | ---------------- | ------------------ |
| BATE           | Ironi Kiryat Shmona | Basilea             | Shamrock Rovers    | Dinamo Zagabria  | Ludogorec          |
| Žilina         | Željezničar         | Red Bull Salisburgo | Molde              | Partizan         | Valletta           |
| Debrecen       | Linfield            | Helsingborg         | KR                 | Sheriff Tiraspol | Budućnost          |
| Maribor        | KS Skënderbeu       | Ventspils           | The New Saints     | Slovan Liberec   | Neftçi Baku        |
| AEL Limassol   | Vardar              | HJK Helsinki        | Dudelange          | Śląsk Wrocław    | Şaxter Karagandy   |
|                |                     | Ekranas             | Flora Tallin       | Zest'aponi       | Ulisses            |

### Risultati

#### Andata
| Arbitro: | Tamás Bognár |

|  |           |               |
|  | Marcatori | Gheorhiev 61’ |

| Arbitro: | Mauro Bergonzi |

|  |           |               |
|  | Marcatori | Frei 64’, 86’ |

| Arbitro: | Harald Lechner |

|                                                                    |           |  |
| Mäkelä 13’, 78’, 83’ Väyrynen 20’ Pohjanpalo 48’, 67’ Schüller 57’ | Marcatori |  |

| Arbitro: | Marius Avram |

|                                        |           |  |
| Imamverdiyev 22’ Wobay 24’ Canales 63’ | Marcatori |  |

| Arbitro: | Anar Salmanov |

|             |           |  |
| Joachim 75’ | Marcatori |  |

| Arbitro: | Aleksei Eskov |

|              |           |  |
| Hadaščok 23’ | Marcatori |  |

| Arbitro: | César Muñiz Fernández |

|            |           |  |
| Piaček 82’ | Marcatori |  |

| Oswestry 17 luglio 2012, ore 20:15 CEST | The New Saints       | 0 – 0 referto | Helsingborg | Park Hall\| Arbitro: \| Sébastien Delferière \| |
| Arbitro:                                | Sébastien Delferière |               |             |                                                 |

| Arbitro: | Nikolai Yordanov |

|           |           |  |
| Plaku 65’ | Marcatori |  |

| Arbitro: | Liran Liany |

|            |           |                                                 |
| Mifsud 65’ | Marcatori | 6’ Tomić 33’ Ivanov 42’ S. Šćepović 71’ Ostojić |

| Dublino 17 luglio 2012, ore 21:00 CEST | Shamrock Rovers    | 0 – 0 referto | Ekranas | Tallaght Stadium\| Arbitro: \| Mattias Gestranius \| |
| Arbitro:                               | Mattias Gestranius |               |         |                                                      |

| Arbitro: | Oliver Thuai |

|                                      |           |                               |
| Mozolevski 41’ Rodionov 90+2’, 90+4’ | Marcatori | 54’ Kostovski 62’ Stjepanović |

| Arbitro: | Ken Henry Johnsen |

|                                |           |  |
| Vuoho 16’ Ouon 29’ Dickson 54’ | Marcatori |  |

| Arbitro: | Radek Příhoda |

|                |           |                |
| Marcelinho 67’ | Marcatori | 90+2’ Rukavina |

| Arbitro: | Thorsten Kinhöfer |

|                                               |           |              |
| Berić 47’, 76’ Mezga 67’ (rig.) Tavares 90+2’ | Marcatori | 15’ Adilović |

| Arbitro: | Clément Turpin |

|  |           |                            |
|  | Marcatori | 19’ Elsner 49’ (rig.) Mila |

| Arbitro: | Ivan Kružliak |

|                                  |           |  |
| Angan 53’, 83’ Forren 74’ (rig.) | Marcatori |  |

#### Ritorno
| Arbitro: | Kenn Hansen |

|                    |           |             |
| Kökeyev 40’ (rig.) | Marcatori | 120’ Blažek |

| Arbitro: | Szymon Marciniak |

|              |           |            |
| Kurakins 24’ | Marcatori | 37’ Eikrem |

| Arbitro: | Pavle Radovanović |

|                                                               |           |                                |
| Jantscher 28’ Hinteregger 37’ Cristiano 81’ (rig.) Zárate 82’ | Marcatori | 26’, 57’ Steinmetz 48’ Joachim |

| Arbitro: | Serhij Bojko |

|                         |           |  |
| Abed 70’ Abuhatzira 77’ | Marcatori |  |

| Arbitro: | Slavko Vinčić |

|                                |           |                     |
| Andjelković 45+1’ Kymantas 63’ | Marcatori | 90+2’ (rig.) McCabe |

| Arbitro: | Artyom Kuchin |

|                      |           |                              |
| Mujiri 16’ Dvali 19’ | Marcatori | 22’ Wobay 52’ (rig.) Sadygov |

| Arbitro: | Vlado Glodjović |

|                      |           |  |
| Samardžič 66’ (rig.) | Marcatori |  |

| Arbitro: | Artur Soares |

|                       |           |  |
| Zoua 9’, 31’ Díaz 63’ | Marcatori |  |

| Arbitro: | Kristo Tohver |

|                              |           |  |
| Coulibaly 12’, 87’ Varga 58’ | Marcatori |  |

| Arbitro: | Anastasios Sidīropoulos |

|                             |           |            |
| Tomić 10’, 67’ Mitrović 73’ | Marcatori | 60’ Mifsud |

| Arbitro: | Danny Makkelie |

|            |           |                         |
| Kvesić 59’ | Marcatori | 20’ Ibraimi 86’ Tavares |

| Arbitro: | Steven McLean |

|             |           |                         |
| Atlason 74’ | Marcatori | 66’ Sadik 72’ Lindström |

| Arbitro: | Alain Bieri |

|                              |           |  |
| Atta 8’ Sørum 27’ Álvaro 89’ | Marcatori |  |

| Skopje 25 luglio 2012, ore 20:00 CEST | Vardar       | 0 – 0 referto | BATE | Arena Philip II\| Arbitro: \| Paolo Valeri \| |
| Arbitro:                              | Paolo Valeri |               |      |                                               |

| Belfast 25 luglio 2012, ore 20:45 CEST | Linfield             | 0 – 0 referto | AEL Limassol | Windsor Park\| Arbitro: \| Martin Strömbergsson \| |
| Arbitro:                               | Martin Strömbergsson |               |              |                                                    |

| Arbitro: | Felix Zwayer |

|                              |           |                             |
| Rukavina 33’, 60’ Vida 90+8’ | Marcatori | 12’ Gargorov 36’ Marcelinho |

| Arbitro: | Michael Oliver |

|  |           |              |
|  | Marcatori | 12’ Vukčević |

#### Tabella riassuntiva
| Squadra 1       | Totale      | Squadra 2           | Andata | Ritorno     |
| --------------- | ----------- | ------------------- | ------ | ----------- |
| KS Skënderbeu   | 1 - 3       | Debrecen            | 1 - 0  | 0 - 3       |
| Maribor         | 6 - 2       | Željezničar         | 4 - 1  | 2 - 1       |
| Žilina          | 1 - 2       | Ironi Kiryat Shmona | 1 - 0  | 0 - 2       |
| BATE            | 3 - 2       | Vardar              | 3 - 2  | 0 - 0       |
| AEL Limassol    | 3 - 0       | Linfield            | 3 - 0  | 0 - 0       |
| Shamrock Rovers | 1 - 2       | Ekranas             | 0 - 0  | 1 - 2       |
| Flora Tallin    | 0 - 5       | Basilea             | 0 - 2  | 0 - 3       |
| The New Saints  | 0 - 3       | Helsingborg         | 0 - 0  | 0 - 3       |
| HJK Helsinki    | 9 - 1       | KR                  | 7 - 0  | 2 - 1       |
| Molde           | 4 - 1       | Ventspils           | 3 - 0  | 1 - 1       |
| Dudelange       | 4 - 4 (gfc) | Red Bull Salisburgo | 1 - 0  | 3 - 4       |
| Slovan Liberec  | 2 - 1       | Şaxter Karagandy    | 1 - 0  | 1 - 1 (dts) |
| Ludogorec       | 3 - 4       | Dinamo Zagabria     | 1 - 1  | 2 - 3       |
| Neftçi Baku     | 5 - 2       | Zest'aponi          | 3 - 0  | 2 - 2       |
| Ulisses         | 0 - 2       | Sheriff Tiraspol    | 0 - 1  | 0 - 1       |
| Valletta        | 2 - 7       | Partizan            | 1 - 4  | 1 - 3       |
| Budućnost       | 1 - 2       | Śląsk Wrocław       | 0 - 2  | 1 - 0       |

## Terzo turno

### Sorteggio
| Campioni       | Campioni           | Campioni            | Campioni           | Piazzati       | Piazzati           |
| Gruppo 1       | Gruppo 1           | Gruppo 2            | Gruppo 2           | Piazzati       | Piazzati           |
| Teste di serie | Non teste di serie | Teste di serie      | Non teste di serie | Teste di serie | Non teste di serie |
| -------------- | ------------------ | ------------------- | ------------------ | -------------- | ------------------ |
| Anderlecht     | Debrecen           | Basel               | Sheriff Tiraspol   | Dinamo Kiev    | Club Bruges        |
| BATĖ Borisov   | Maribor            | Celtic              | Molde              | Panathinaikos  | Vaslui             |
| Dudelange      | Slovan Liberec     | Dinamo Zagabria     | HJK Helsinki       | Copenaghen     | Feyenoord          |
| CFR Cluj       | Śląsk Wrocław      | Ironi Kiryat Shmona | AEL Limassol       | Fenerbahçe     | Motherwell         |
| Helsingborg    | Ekranas            | Partizan            | Neftçi Baku        |                |                    |

### Risultati

#### Andata
| Arbitro: | Sascha Kever |

|                     |           |            |
| Sidibé 90+3’ (aut.) | Marcatori | 67’ Sidibé |

| Arbitro: | Andre Marriner |

|                             |           |             |
| Immers 56’ (aut.) Ideye 69’ | Marcatori | 49’ Schaken |

| Arbitro: | Stanislav Todorov |

|           |           |  |
| Vouho 13’ | Marcatori |  |

| Arbitro: | Ivan Bebek |

|  |           |                                            |
|  | Marcatori | 36’ Finnbogason 72’ Andersson 85’ Nordmark |

| Arbitro: | Pol Van Boekel |

|  |           |                                    |
|  | Marcatori | 14’ Christodoulopoulos 75’ Mavrias |

| Arbitro: | Fredy Fautrel |

|  |           |          |
|  | Marcatori | 79’ Zoua |

| Arbitro: | Alan Kelly |

|                                                     |           |  |
| Badash 42’ (rig.) Abuhatzira 52’ Gerzicich 70’, 76’ | Marcatori |  |

| Arbitro: | Aleksej Nikolaev |

|                                             |           |               |
| Mezga 13’, 47’ Marcos Tavares 38’ Berić 77’ | Marcatori | 90+2’ Joachim |

| Arbitro: | Lee Probert |

|  |           |             |
|  | Marcatori | 14’ Bećiraj |

| Arbitro: | Kristinn Jakobsson |

|                                                      |           |  |
| De Sutter 2’ Kanu 21’ Mbokani 41’, 52’ Jovanović 87’ | Marcatori |  |

| Copenaghen 1º agosto 2012, ore 20:00 CEST | Copenaghen          | 0 – 0 referto | Club Bruges | Parken\| Arbitro: \| Ovidiu Alin Hategan \| |
| Arbitro:                                  | Ovidiu Alin Hategan |               |             |                                             |

| Arbitro: | Antonio Mateu Lahoz |

|                   |           |           |
| Bekir İrtegün 90’ | Marcatori | 75’ Antal |

| Arbitro: | Miroslav Zelinka |

|                        |           |              |
| Hooper 55’ Mulgrew 61’ | Marcatori | 47’ Schüller |

| Arbitro: | Bülent Yıldırım |

|                 |           |  |
| Cadù 53’ (rig.) | Marcatori |  |

#### Ritorno
| Arbitro: | Antony Gautier |

|  |           |             |
|  | Marcatori | 90+6’ Ideye |

| Arbitro: | Liran Liany |

|  |           |                              |
|  | Marcatori | 25’ Mazaleŭski 59’ Valadz'ko |

| Arbitro: | Duarte Gomes |

|  |           |             |
|  | Marcatori | 79’ Mertelj |

| Arbitro: | Deniz Aytekin |

|                     |           |          |
| Sørum 43’, 49’, 68’ | Marcatori | 31’ Díaz |

| Arbitro: | Martin Strömbergsson |

|                            |           |                         |
| Wobay 31’ İmamverdiyev 76’ | Marcatori | 50’ Badash 90+1’ Lencse |

| Arbitro: | Robert Schörgenhofer |

|  |           |                        |
|  | Marcatori | 67’ Ledley 86’ Samaras |

| Arbitro: | Serge Gumienny |

|           |           |                              |
| Šural 58’ | Marcatori | 45+1’ Kapetanos 90+4’ Sougou |

| Arbitro: | Alon Yefet |

|  |           |                                                                                     |
|  | Marcatori | 9’ Kljestan 31’ Praet 45+3’ Jakovenko 47’ De Sutter 62’ Molins 87’ Fernando Canesin |

| Arbitro: | Vladislav Bezborodov |

|           |           |            |
| Degen 75’ | Marcatori | 32’ Berget |

| Arbitro: | Sergei Karasev |

|             |           |                                   |
| Niculae 14’ | Marcatori | 12’ Erkin 71’, 76’ Kuyt 90+2’ Sow |

| Arbitro: | Michael Koukoulakis |

|                            |           |                                        |
| Jordi 24’ Odjidja-Ofoe 66’ | Marcatori | 61’ Jørgensen 78’ Bolaños 90+5’ Santin |

| Arbitro: | Stephan Studer |

|                                                |           |  |
| Christodoulopoulos 51’ Mavrias 75’ Sissoko 83’ | Marcatori |  |

| Arbitro: | Carlos Clos Gómez |

|  |           |                  |
|  | Marcatori | 23’ Dossa Júnior |

| Arbitro: | Leontios Trattou |

|                                         |           |  |
| Vida 16’ Bećiraj 34’ Čop 78’ Ibáñez 87’ | Marcatori |  |

#### Tabella riassuntiva

##### Campioni
| Squadra 1           | Totale | Squadra 2       | Andata | Ritorno |
| ------------------- | ------ | --------------- | ------ | ------- |
| Maribor             | 5 - 1  | Dudelange       | 4 - 1  | 1 - 0   |
| BATE                | 3 - 1  | Debrecen        | 1 - 1  | 2 - 0   |
| CFR Cluj            | 3 - 1  | Slovan Liberec  | 1 - 0  | 2 - 1   |
| Anderlecht          | 11 - 0 | Ekranas         | 5 - 0  | 6 - 0   |
| Śląsk Wrocław       | 1 - 6  | Helsingborg     | 0 - 3  | 1 - 3   |
| Sheriff Tiraspol    | 0 - 5  | Dinamo Zagabria | 0 - 1  | 0 - 4   |
| Celtic              | 4 - 1  | HJK Helsinki    | 2 - 1  | 2 - 0   |
| Molde               | 1 - 2  | Basilea         | 0 - 1  | 1 - 1   |
| Ironi Kiryat Shmona | 6 - 2  | Neftçi Baku     | 4 - 0  | 2 - 2   |
| AEL Limassol        | 2 - 0  | Partizan        | 1 - 0  | 1 - 0   |

##### Piazzati
| Squadra 1   | Totale | Squadra 2     | Andata | Ritorno |
| ----------- | ------ | ------------- | ------ | ------- |
| Fenerbahçe  | 5 - 2  | Vaslui        | 1 - 1  | 4 - 1   |
| Motherwell  | 0 - 5  | Panathīnaïkos | 0 - 2  | 0 - 3   |
| Copenaghen  | 3 - 2  | Club Bruges   | 0 - 0  | 3 - 2   |
| Dinamo Kiev | 3 - 1  | Feyenoord     | 2 - 1  | 1 - 0   |

## Play-off

### Sorteggio
| Campioni        | Campioni            | Piazzati       | Piazzati                 | Piazzati |
| Teste di serie  | Non teste di serie  | Teste di serie | Non teste di serie       |          |
| --------------- | ------------------- | -------------- | ------------------------ | -------- |
| Basilea         | CFR Cluj            | Sporting Braga | Fenerbahçe               |          |
| Anderlecht      | Helsingborg         | Dinamo Kiev    | Udinese                  |          |
| Celtic          | Maribor             | Panathinaikos  | Lilla                    |          |
| BATĖ Borisov    | AEL Limassol        | Copenaghen     | Málaga                   |          |
| Dinamo Zagabria | Ironi Kiryat Shmona | Spartak Mosca  | Borussia Mönchengladbach |          |

### Risultati

#### Andata
| Arbitro: | Martin Atkinson |

|                             |           |          |
| Emenike 59’ D. Kombarov 69’ | Marcatori | 65’ Kuyt |

| Arbitro: | Pedro Proença |

|          |           |                                                |
| Ring 13’ | Marcatori | 28’ Mychalyk 36’ Jarmolenko 81’ (aut.) de Jong |

| Arbitro: | Marijo Strahonja |

|            |           |  |
| Santin 38’ | Marcatori |  |

| Arbitro: | Jonas Eriksson |

|              |           |                 |
| Streller 44’ | Marcatori | 66’, 71’ Sougou |

| Arbitro: | Olegário Benquerença |

|  |           |                        |
|  | Marcatori | 2’ Commons 75’ Samaras |

| Arbitro: | Howard Webb |

|                   |           |  |
| Radyënaŭ 29’, 78’ | Marcatori |  |

| Arbitro: | Milorad Mažić |

|                                 |           |             |
| Dossa Júnior 34’ Rui Miguel 72’ | Marcatori | 62’ Mbokani |

| Arbitro: | Cüneyt Çakır |

|                    |           |                   |
| Čop 10’ Badelj 74’ | Marcatori | 39’ (aut.) Badelj |

| Arbitro: | Wolfgang Stark |

|             |           |           |
| Ismaily 68’ | Marcatori | 23’ Basta |

| Arbitro: | Tony Chapron |

|                           |           |  |
| Demichelis 17’ Eliseu 34’ | Marcatori |  |

#### Ritorno
| Arbitro: | Viktor Kassai |

|            |           |              |
| Lencse 67’ | Marcatori | 90+4’ Paŭlaŭ |

| Arbitro: | Marcin Borski |

|                           |           |  |
| Mbokani 81’ Jakovenko 89’ | Marcatori |  |

| Arbitro: | David Fernández Borbalán |

|  |           |           |
|  | Marcatori | 12’ Tonel |

| Arbitro: | Björn Kuipers |

|                                          |                      |                                             |
| Armero 25’                               | Marcatori            | 72’ Rúben Micael                            |
| Domizzi Pinzi Maicosuel Armero Di Natale | Tiri di rigore 4 – 5 | Lima Custódio Éder Paulo César Rúben Micael |

| Atene 28 agosto 2012, ore 20:45 CEST | Panathīnaïkos    | 0 – 0 referto | Málaga | Olympiakó Stádio Spyros Louis\| Arbitro: \| Tom Harald Hagen \| |
| Arbitro:                             | Tom Harald Hagen |               |        |                                                                 |

| Arbitro: | Gianluca Rocchi |

|               |           |  |
| Kapetanos 20’ | Marcatori |  |

| Arbitro: | Carlos Velasco Carballo |

|                        |           |  |
| Hooper 30’ Wanyama 88’ | Marcatori |  |

| Arbitro: | Felix Brych |

|         |           |        |
| Sow 69’ | Marcatori | 6’ Ari |

| Arbitro: | Craig Thomson |

|           |           |                                 |
| Ideye 88’ | Marcatori | 70’ (aut.) Chačeridi 78’ Arango |

| Arbitro: | Pavel Královec |

|                        |           |  |
| Digne 43’ de Melo 105’ | Marcatori |  |

#### Tabella riassuntiva

##### Campioni
| Squadra 1       | Totale | Squadra 2           | Andata | Ritorno |
| --------------- | ------ | ------------------- | ------ | ------- |
| Basilea         | 1 - 3  | CFR Cluj            | 1 - 2  | 0 - 1   |
| Helsingborg     | 0 - 4  | Celtic              | 0 - 2  | 0 - 2   |
| BATE            | 3 - 1  | Ironi Kiryat Shmona | 2 - 0  | 1 - 1   |
| AEL Limassol    | 2 - 3  | Anderlecht          | 2 - 1  | 0 - 2   |
| Dinamo Zagabria | 3 - 1  | Maribor             | 2 - 1  | 1 - 0   |

##### Piazzati
| Squadra 1                | Totale          | Squadra 2     | Andata | Ritorno     |
| ------------------------ | --------------- | ------------- | ------ | ----------- |
| Sporting Braga           | 2 - 2 (5-4 dcr) | Udinese       | 1 - 1  | 1 - 1 (dts) |
| Spartak Mosca            | 3 - 2           | Fenerbahçe    | 2 - 1  | 1 - 1       |
| Málaga                   | 2 - 0           | Panathīnaïkos | 2 - 0  | 0 - 0       |
| Borussia Mönchengladbach | 3 - 4           | Dinamo Kiev   | 1 - 3  | 2 - 1       |
| Copenaghen               | 1 - 2           | LOSC Lille    | 1 - 0  | 0 - 2 (dts) |